# Carolina Gaitán
Carolina Del Pilar Gaitán Lozano (Villavicencio, Colòmbia, 4 d'abril de 1984) és una actriu i cantant colombiana. Va realitzar estudis en el Institut de Teatre i Cinema Lee Strasberg a Nova York i ha participat en més de 15 reeixides produccions dins i fora del seu país natal.
La seva primera aparició en televisió va ser en 2002, en el reality xou Popstars, del Canal Caracol, del qual va resultar ser guanyadora, convertint-se així en integrant del grup musical Escarcha.

## Carrera
En 2009 va obtenir el seu primer protagonista en la telenovel·la Gabriela, giros del destino, del Caracol Televisión. I en el mateix any va formar part de l'elenc de Isa TK+, una producció de Nickelodeon Latinoamérica i Sony Pictures Television, on va realitzar el paper de Catalina Bernabeu, l'antagonista de la història.
En 2013 va interpretar a Ana Belén, en el projecte de Fox Telecolombia, Alias el Mexicano. Aquest personatge la va portar a estar nominada als Premis India Catalina en l'edició 2014.
En 2015 va encarnar el paper de Nelly Calle, en la telenovel·la Las Hermanitas Calle, produïda també per Caracol Televisión. Després d'aquest projecte, novament va estar entre les nominades dels Premis India Catalina de l'any 2016.
En 2015 i 2016 va participar en la producció Celia, de Fox Telecolombia, realitzant al personatge antagonista de Lola Calvo amb el qual va ser nominada i guanyadora d’un Premi Tu Mundo.
En 2016 encapçala el repartiment de la sèrie de quatre temporades (llançades per quatre anys consecutius) de Telemundo, Sin senos sí hay paraíso, interpretant a Catalina Marín Santana, personatge amb el qual va guanyar un segon Premi Tu Mundo.
També en els anys 2015 i 2016, Carolina Gaitán va formar part de l'elenc de la reeixida sèrie de Netflix Narcos, interpretant a Marta Ochoa.
Ha treballat en diversos musicals realitzats al Teatro Nacional de Colombia. I en 2019 es va llançar com a productora del seu propi espectacle per a teatre, amb el monòleg musical Vida por que solo hay una, amb la qual va tenir doble temporada de presentacions a Colòmbia i diverses funcions als Estats Units.
A més ha prestat la seva veu per a interpretar diversos temes de televisió. En 2017 va llançar el seu projecte musical, La Gaita, compost i interpretat per ella; i en el mateix any va participar en el tema promocional de la pel·lícula The greatest showman, "This is me".

## Filmografia

### Pel·lícules
| Any  | Títol                | Paper            | Notes           |
| ---- | -------------------- | ---------------- | --------------- |
| 2007 | Satanás              | Amiga de Natalia |                 |
| 2017 | The Greatest Showman | Cantant de fons  | Sense acreditar |
| 2017 | Carmen               | Carmen           | Curtmetratge    |
| 2021 | Encanto              | Pepa Madrigal    | Veu             |

### Televisió
| Any       | Títol                              | Paper                        | Notes                                                                      |
| --------- | ---------------------------------- | ---------------------------- | -------------------------------------------------------------------------- |
| 2005      | Vuelo 1503                         | Yuli Salcedo                 |                                                                            |
| 2007      | Zona rosa                          | Sara Bautista                |                                                                            |
| 2007      | Así es la vida                     | Susana                       | Episodi: «Enamorando a mi esposo»                                          |
| 2008      | Mujeres asesinas                   | Valentina                    | Episodi: «Laura, la encubridora»                                           |
| 2008      | Novia para dos                     | Laura Yohana Baquero         |                                                                            |
| 2010      | La diosa coronada                  | Valeria                      |                                                                            |
| 2009–2010 | Gabriela giros del destino         | Gabriela Rueda               |                                                                            |
| 2009–2010 | Isa TK+                            | Catalina Benabeu             | Antagonista principal (temporada 2), sèrie de TV Nickelodeon Latinoamérica |
| 2011–2012 | Flor salvaje                       | Alicia «Malicia»             |                                                                            |
| 2011      | Confidencial                       | Mariana Sabatier             | Episodi: «Asesino al volante»                                              |
| 2013      | Amo de casa                        | Carla                        |                                                                            |
| 2013      | Alias el Mexicano                  | Ana Belén Páez Argüello      |                                                                            |
| 2015      | Narcos                             | Marta Ochoa                  | Episodis: «Descenso» i «La palabra Simón Bolívar»                          |
| 2015      | Hermanitas Calle                   | Nelly del Pilar Calle Araque |                                                                            |
| 2015–2016 | Celia                              | Lola Calvo                   |                                                                            |
| 2016–2018 | Sin senos sí hay paraíso           | Catalina Marín               |                                                                            |
| 2019      | El final del paraíso               | Catalina Marín               |                                                                            |
| 2019      | Córdova, un general llamado arrojo | Manuelita Sáenz              |                                                                            |
| 2021      | Miss Universe Colombia 2021        | Ella mateixa                 | Invitada                                                                   |
| 2021–2022 | MalaYerba                          | Lola                         | Papel principal                                                            |
| 2022      | Factor X                           | Ella mateixa                 | Jurat                                                                      |
| 2022      | Juanpis González: la serie         | Camila / Cams                | Paper principal; 8 episodis                                                |

## Premis i nominacions

### Premis India Catalina
| Any  | Categoria                                          | Telenovel·la o Sèrie               | Resultat |
| ---- | -------------------------------------------------- | ---------------------------------- | -------- |
| 2020 | Millor actriu antagònica de telenovel·la o sèrie   | Córdova, un general llamado Arrojo | Nominada |
| 2016 | Millor actriu protagonista de telenovel·la o sèrie | Las Hermanitas Calle               | Nominada |
| 2014 | Millor actriu protagonista de sèrie o minisèrie    | Alias el Mexicano                  | Nominada |
| 2010 | Millor actriu protagònica de telenovel·la          | Gabriela, giros del destino        | Nominada |

### Premis Tu Mundo
| Any  | Categoria                                   | Telenovel·la o sèrie     | Resultat   |
| ---- | ------------------------------------------- | ------------------------ | ---------- |
| 2016 | Actriu favorita novel·la o sèrie            | Celia                    | Guanyadora |
| 2017 | Protagonista favorita                       | Sin senos sí hay paraíso | Nominada   |
| 2017 | Protagonista favorita amb mala sort         | Sin senos sí hay paraíso | Guanyadora |
| 2017 | La parella perfecta (amb Juan Pablo Urrego) | Sin senos sí hay paraíso | Nominada   |

### Premis TvyNovelas
| Any  | Categoria                                          | Telenovel·la o serie       | Resultat |
| ---- | -------------------------------------------------- | -------------------------- | -------- |
| 2018 | Millor actriu protagonista de telenovel·la o sèrie | Sin senos sí hay paraíso 2 | Nominada |
| 2017 | Millor actriu protagonista de telenovel·la o sèrie | Sin senos sí hay paraíso   | Nominada |
| 2016 | Millor actriu protagonista de telenovel·la o sèrie | Las Hermanitas Calle       | Nominada |
| 2016 | Millor actriu de repartiment de sèrie              | Celia                      | Nominada |

### Altres premis obtinguts
- MARA Internacional a millor actriu vilana Jove per Isa Tk+.
- Miami Life a millor actriu protagonista per Sin senos sí hay paraíso.